# Cyclommatus elaphus kirchneri
Cyclommatus elaphus kirchneri es una subespecie de coleóptero de la familia Lucanidae.

## Distribución geográfica
Habita en Sumatra (Indonesia).